# 합성마을버스
합성마을버스(合成―)는 서울특별시 동작구의 마을버스 회사이고, 본사는 서울특별시 동작구 솔밭로 77 (사당동)에 위치해 있다.

## 연혁
- 1996년 11월 15일: 회사 설립

## 운행 노선
- ● 동작06번: 이수역 ↔ 사랑의 병원 (구 동작마을 6번)
- ● 동작14번: 달마사 ↔ 사랑의 병원 (구 동작마을 6-1번)
- ● 동작15번: 사당자이아파트 ↔ 이수역 (구 동작마을 6-2번)
- ● 동작20번: 사당자이아파트 ↔ 낙성대역

## 보유차량
- 자일대우 레스타 (서울75사 8764호)
- 현대 카운티 뉴 브리즈
- 자일대우 NEW BS090
- 현대 뉴 카운티 (서울75사 8840호)

## 같이 보기
- 화인운수